# Hava Rexha

Hava Rexha (ur. 14 lub 22 sierpnia 1880? w Shushice, zm. 8 listopada 2003 tamże) – Albanka, zgłaszana do Księgi rekordów Guinnessa jako rekordzistka długowieczności.
Pochodziła z górskich terenów, jako 14-latka została zmuszona do wyjścia za mąż za dużo starszego mężczyznę. Była muzułmanką, całe życie unikała alkoholu – paliła natomiast papierosy. Pracowała na roli i w gospodarstwie w rodzinnej wsi Shushice, gdzie urodziła się i zmarła.
Zgłoszenie Havy Rexhy do Księgi rekordów Guinnessa nie zostało przyjęte. Najstarszy dokument, który potwierdzał jej datę urodzenia, pochodził z 1946, co nie spełniało zasad przyjętych przez badaczy Guinnessa. W przypadku, gdyby dane zgłaszane w sprawie Havy Rexhy odpowiadały rzeczywistości, przysługiwałby jej tytuł najstarszej osoby na świecie od śmierci Jeanne Calment w 1997, a także rekord długości życia (ponad 123 lata).